# Cantadoras, memorias de vida y muerte en Colombia
Cantadoras, memorias de vida y muerte en Colombia es una película documental colombiana de 2017 dirigida por María Fernanda Carrillo Sánchez, en la que cinco mujeres afrocolombianas enfrentan mediante la música y las artes la violencia que todavía está presente en la zona del Pacífico colombiano.

## Participación en festivales
La película fue exhibida en diversos festivales a nivel nacional e internacional como la Muestra Internacional Documental de Bogotá, el Festival Internacional de Cine y las Artes Indígenas en Temuco y el Festival Internacional de Cine de Pasto, entre otros. En 2018 recibió una mención especial en el Festival Internacional de Cine Africano.

## Reparto
- Ceferina Banquéz Teherán
- Cruz Neyla Murillo
- Betty Ochoa
- Graciela Salgado Valdés
- Inés Granja